# Juan Andreu Almazán
Juan Andreu Almazán (Olinalá, 12 maggio 1891 – Città del Messico, 9 ottobre 1965) è stato un generale, politico e imprenditore messicano. Ricoprì alti incarichi nell'esercito messicano negli anni '20 e corse per la presidenza del Messico nel 1940, in un'elezione altamente contestata. Accumulò grandi ricchezze dall'edilizia e divenne uno dei cittadini più ricchi del Messico all'inizio degli anni '40.

## Biografia

### Primi anni
Juan Andreu Almazán nacque il 12 maggio 1891, nel comune di Olinalá, nello stato di Guerrero. Era nato da Juan Andreu Pareja, un ricco terratenente di etnia catalana, e da María Guillermina de Jesús Almazán Nava, che era, secondo Juan Andreu Almazán, una discendente di Motecuhzoma I, imperatore azteco.

### Carriera politica e militare
Nel 1907 si iscrisse a una scuola di medicina a Puebla, dove iniziò l'opposizione politica e militare contro l'allora dittatore Porfirio Díaz. Lavorò per la campagna presidenziale di Francisco Madero per impedire la rielezione di Díaz. Quando iniziò la rivoluzione messicana, si unì al Partito Costituzionale Progressista (PCP) rivoluzionario e abbandonò i suoi studi, che non completò mai.
Come sostenitore di Madero di lunga data, lo seguì in esilio nell'ottobre 1910. Nell'aprile del 1911 arrivò nel Morelos e prese contatto con Emiliano Zapata. Si presentò come agente di Madero e convinse Zapata a combattere sotto la bandiera di Madero.
Nel novembre del 1911, quasi immediatamente dopo l'insediamento di Madero come presidente (il 6), Zapata vi ruppe e ricominciò la sua lotta contro il governo di Città del Messico. Juan Andreu Almazán si schierò dalla parte di Zapata e si unì alla ribellione contro Madero.
Quando Madero fu deposto e successivamente giustiziato dal generale Victoriano Huerta nel febbraio del 1913, Huerta offrì la pace a tutti i gruppi ribelli. Zapata provava una grande antipatia per Huerta e si rifiutò di unirsi a lui. Andreu Almazán, invece, non condivideva i pensieri di Zapata verso Huerta e decise di appoggiarlo. Gli fu dato un comando sul campo, e in seguito divenne associato a Pascual Orozco, che anche lui aveva aderito al governo di Huerta. Lui e le sue forze combatterono contro le forze di Pancho Villa. Nella battaglia di Torreón, alla fine di marzo 1914, Almazán comandò una brigata sotto il generale José Refugio Velasco.
Quando Huerta fu sconfitto nell'agosto del 1914, Andreu Almazán e molti altri generali associati a Orozco, e conosciuti come "Colorados" - a causa della loro bandiera rossa ("Colorado" cioè rosso in spagnolo) - si spostarono a sud e cercarono di unire le loro forze con quelle di Zapata. Tuttavia, Zapata non li integrò nelle sue forze, ma permise loro di operare principalmente nello stato di Puebla.
Il momento più alto della carriera militare di Andreu Almazán arrivò nel dicembre 1914, quando le sue forze di Colorados, supportate dalle forze di Zapata, costrinsero l'esercito costituzionalista di Venustiano Carranza ad abbandonare la città di Puebla, rivendicandola per l'Esercito di Liberazione del Sud e il governo della Convenzione.
La gloria fu di breve durata, tuttavia, perché il mese seguente, il generale Álvaro Obregón dell'esercito costituzionalista costrinse Almazán e i Colorados a lasciare Puebla. Successivamente, Andreu Almazán continuò a combattere contro Carranza e il suo governo come fazione guerrigliera.
Andreu Almazán continuò ad associarsi a Zapata fino all'estate del 1916. All'inizio dell'estate di quell'anno Félix Díaz, nipote del defunto Porfirio, tornò in Messico e chiese alle forze ribelli del paese di unirsi a lui nella lotta contro Carranza. Poiché la causa di Zapata sembrava fallire, Andreu Almazán scelse di allinearsi con Díaz.
Per tutto il 1915, il 1916 e il 1917, Andreu Almazán operò nell'area tra gli stati di Guerrero, Puebla e Oaxaca, principalmente come comandante di una forza ribelle indipendente, emettendo tuttavia dichiarazioni pubbliche a sostegno di Zapata o Díaz. All'inizio del 1918 spostò la sua base operativa nel nord-est del Messico, come una forza ribelle che sosteneva Felix Díaz.
Con la ribellione di Agua Prieta nel 1920, Andreu Almazán supportò le forze ribelli che deposero Carranza e portarono al potere Obregón, dopo la presidenza ad interim di Adolfo de la Huerta. Per questo merito, il governo di Obregón confermò il suo rango di generale. Nel 1921 fu promosso generale di divisione, il più alto grado dell'esercito messicano. Negli anni 1920 divenne direttore e principale azionista di una società di costruzioni stradali e iniziò a investire i suoi profitti in partecipazioni stradali e immobiliari a Monterrey, Città del Messico e Acapulco. Era fedele a Plutarco Elías Calles e come Segretario delle Comunicazioni nel gabinetto di Pascual Ortiz Rubio dal 1930 al 1931, allargò la sua già considerevole fortuna concedendo concessioni governative, come la costruzione dell'autostrada Panamericana da Laredo a Città del Messico, alla sua compagnia, la Compañía Anáhuac. Durante l'amministrazione di Lázaro Cárdenas del Río acquistò numerose miniere d'argento. Nel 1939 era diventato uno degli uomini più ricchi del Messico.
Nel maggio del 1939 chiese il ritiro dall'esercito, che gli fu concesso il 30 giugno. Il 25 luglio annunciò pubblicamente la sua candidatura di destra a presidente alle elezioni che si dovevano tenere l'anno successivo. Per l'occasione fondò il Partito Rivoluzionario di Unificazione Nazionale (PRUN), di orientamento conservatore e anticomunista. I suoi sostenitori, guidati dall'ex zapatista Antonio Díaz Soto y Gama, formarono il Partito Azione Nazionale (PAN). Andreu Almazán fu sostenuto anche dal Partito Laburista (PLM), dal Partito Nazionale Agrario (PNA), dal Partito Nazionale della Salvezza Pubblica (PNSP) e dal Partito Rivoluzionario Anti-Comunista (PRAC). Le elezioni del 1940 furono violente e irregolari e molti credono che Andreu Almazán sia stato il vero vincitore. Gridando alla frode, lo stesso Andreu Almazán si recò a Cuba e successivamente negli Stati Uniti per incontrare i funzionari dell'amministrazione del presidente statunitense Franklin Delano Roosevelt e per sondare la sua posizione di fronte a un'eventuale rivoluzione almazanista. Sebbene il governo degli Stati Uniti non guardasse favorevolmente alle posizioni socialiste radicali di Cárdenas, era anche infastidito dalla presunta amicizia di Andreu Almazán con il generale statunitense in pensione antisemita e apertamente fascista, George Van Horn Moseley. Quando divenne chiaro che poteva godere di poco sostegno, abbandonò l'idea di una rivolta violenta. Tornò in Messico e partecipò all'inaugurazione di Manuel Ávila Camacho.

### Ultimi anni e morte
Si ritirò a vita privata come ricco uomo d'affari. Passò gli ultimi anni a difendersi dalle accuse dei suoi ex sostenitori che lo accusavano di codardia e tradimento. Andreu Almazán rispondeva di aver salvato il Messico da un inutile spargimento di sangue e attribuiva la colpa della sua sventura a Cárdenas e Roosevelt, verso i quali provò sempre un profondo e amaro risentimento.
Morì a Città del Messico il 9 ottobre 1965. Fu sepolto nel Panteón del Tepeyac della Villa de Guadalupe della città. I suoi discendenti vivono tuttora nella capitale.